# Татамайлау
Татамайлау, іноді Рамелау (тетум Tatamailau, Tata Mailau) — гора на сході острову Тимор, найвища точка цього острова. Крім того, це найвища гора Східного Тимору. Розташована приблизно за 70 км на південь від столиці Ділі, на території району Ермера.

## Географія
Вершина знаходиться на висоті 2963 м над рівнем моря. Вища найближча вершина — гора Бінайя (3027 м) знаходиться за 770,8 км на північний схід, на острові Серам в провінції Малуку Індонезії.

## Галерея
| Гора Татамайлау | Статуя Св. Марії на Татамайлау | Гора оповита хмарами |